# Nepenthes platychila
Nepenthes platychila är en tvåhjärtbladig växtart som beskrevs av Chi. C. Lee. Nepenthes platychila ingår i släktet Nepenthes och familjen Nepenthaceae. Inga underarter finns listade i Catalogue of Life.